# Alicudi

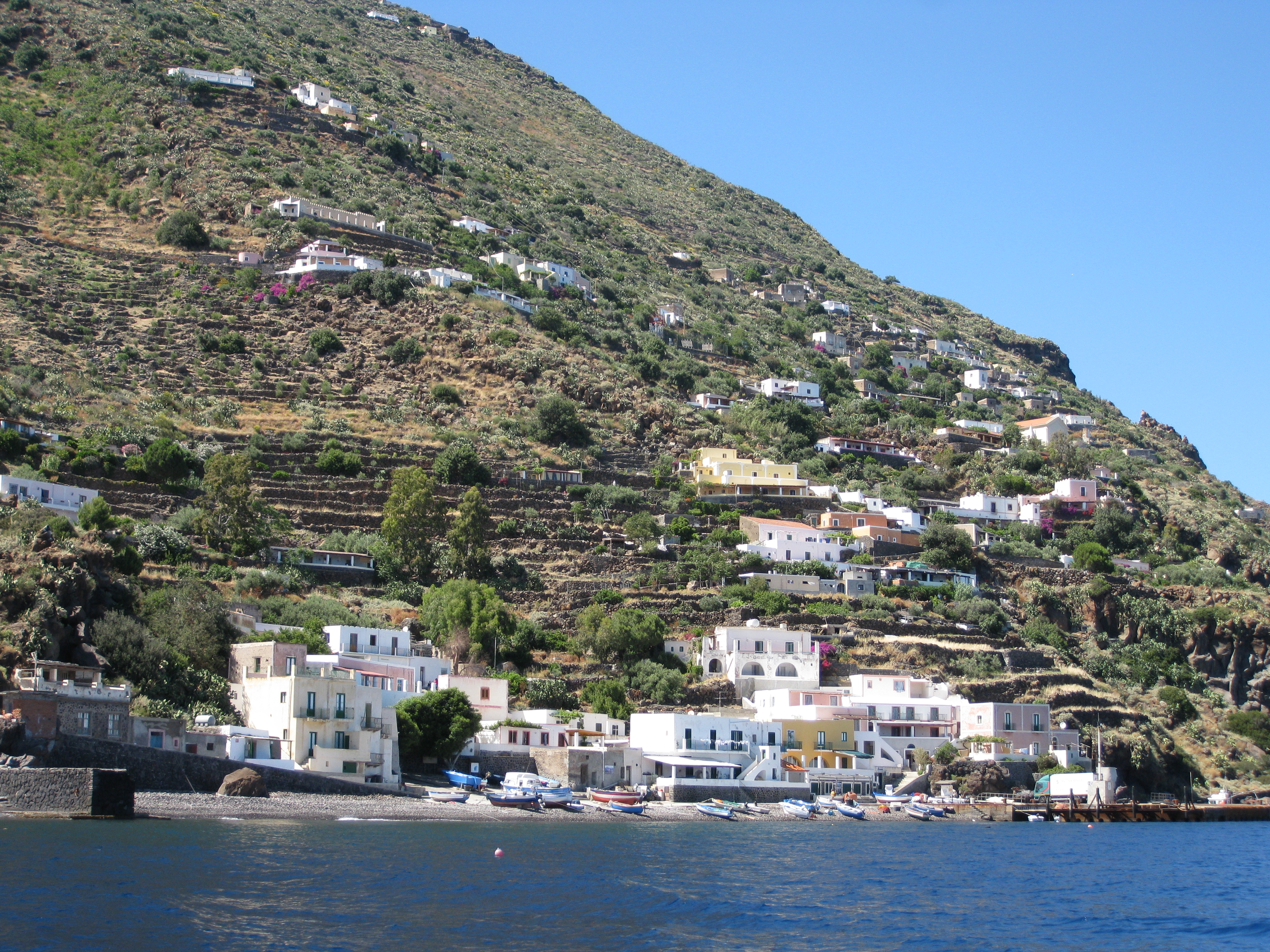
El porto de Alicudi

Alicudi es una isla volcánica dentro del Arco de las Eolias, en el archipiélago del mismo nombre; compuesto por un simple cono volcánico; el Filo dell Arpa. Antiguamente era conocida como Ericussa, del griego antiguo Ἐρικοῦσσα (“rica en erica”), que abunda en la isla. Se sitúa hacia el extremo oeste de las islas, y es la menos poblada de todas, debido a lo accidentada que está la costa.

## Filo dell Arpa
El Filo dell Arpa es el estratovolcán que domina toda la isla. 

### Aspecto y vulcanismo
Es un volcán de unos 675 metros y tiene un cráter casi apreciable en forma de luna; dentro del cráter hay un domo de lava que lo ocupa todo. Por la zona O recorre unas coladas de lava que se dirige al mar; posiblemente sea de una erupción reciente. Actualmente, está extinto o dormido.

## Historia
Se ha encontrado restos megalíticos en la isla, por lo que durante la prehistoria ya el hombre había llegado a ella. Se ha encontrado en las costas también restos de un posible naufragio romano, donde se ha encontrado cerámica. Durante la Edad Media, la isla sufría el frecuente ataque de piratas al igual que el resto del archipiélago, a lo que había que añadir la pobreza. Muchos de sus habitantes fueron raptados y vendidos como esclavos. [cita requerida] En 1807, el rey Fernando IV creó el título de Conde de Alicudi a favor del diplomático español Alonso de Rivero.

Planos del puerto de Alicudi (animación).

## Economía
Es difícil el desarrollo económico para una isla donde no hay agua. La única forma de conseguirla es a partir de la lluvia. En los pueblos que tiene la isla, que son más bien pocos, hay muchos tanques en los que se recoge el con agua de dichas lluvias. También la pesca es una actividad fundamental por la abundancia de meros por los alrededores. La población es de poco más de 100 habitantes (105 según censo de 2001).
El turismo también es importante y, a pesar de que no tenga hoteles ni una hostelería destacable, mucha gente decide pasar las vacaciones en esta isla. No hay carreteras asfaltadas y, para llegar a los pueblos, que son solo 6, se debe ir a pie por senderos y escalones hechos de piedra volcánica también es típico ir en burro. Esto se debe a que la isla es muy escarpada y los pueblos se asientan como pueden por la ladera del estrato volcánico.